# Широкий (Липецкая область)
Широкий — посёлок в Становлянском районе Липецкой области России.
Входит в состав Михайловского сельсовета.

## География
Расположен севернее деревни 2-я Ламская. Через Широкий проходят просёлочная и автомобильная дороги; на автодороге имеется остановка общественного транспорта. В посёлке имеется одна улица: Карабанова.

## Население
| 2010 |
| ---- |
| 28   |